# Női 10 méteres szinkronugrás a 2015-ös mű- és toronyugró-Európa-bajnokságon
A 2015-ös mű- és toronyugró-Európa-bajnokságon a női 10 méteres szinkrontoronyugrás versenyszámát június 11-én rendezték meg a Neptun Swimming Poolban.
A szám döntőjében öt duó indult, ahol az oroszok címvédő párosa, Julija Tyimosinyina és Jekatyerina Petuhova nyerte az aranyérmet 319,20 ponttal. A második helyet a – zsűritől 310,74 pontot kiérdemlő – brit Georgia Ward, Robyn Birch kettős szerezte meg, míg az öt ugrására 291,72 pontot kapó Kormos Villő, Reisinger Zsófia alkotta magyar páros a harmadik helyen zárt.

## Versenynaptár
Az időpontok helyi idő szerint olvashatóak (GMT +01:00).
| Dátum                       | Időpont | Forduló   |
| --------------------------- | ------- | --------- |
| 2015. június 11., csütörtök | 13:00   | Selejtező |
| 2015. június 11., csütörtök | 17:30   | Döntő     |

## Eredmény
| # | Versenyző                                | Ország                   | Selejtező | Selejtező | Döntő  | Döntő   |
| # | Versenyző                                | Ország                   | Pontok    | Rangsor   | Pontok | Rangsor |
| - | ---------------------------------------- | ------------------------ | --------- | --------- | ------ | ------- |
|   | Julija Tyimosinyina Jekatyerina Petuhova | Oroszország (RUS)        | 295,89    | 2         | 319,20 | 1       |
|   | Georgia Ward Robyn Birch                 | Egyesült Királyság (GBR) | 295,98    | 1         | 310,74 | 2       |
|   | Kormos Villő Reisinger Zsófia            | Magyarország (HUN)       | 268,56    | 3         | 291,72 | 3       |
| 4 | My Phan Maria Kurjo                      | Németország (GER)        | 266,10    | 5         | 290,13 | 4       |
| 5 | Hanna Krasznoslik Vlada Tacsenko         | Ukrajna (UKR)            | 266,67    | 4         | 281,16 | 5       |